# كهف جازما
كهف جازما (بالأذرية: Qazma mağarası)‏ هو موقع سكن من العصر الحجري القديم تم اكتشافه بين مقاطعتي أوردوباد وشرور في عام 1983. يقع كهف جازما على بعد 3 كم شمال شرق قرية تانانام، 1450 م فوق مستوى سطح البحر.

## معرض الصور

أدوات حجر السج، كهف غازما
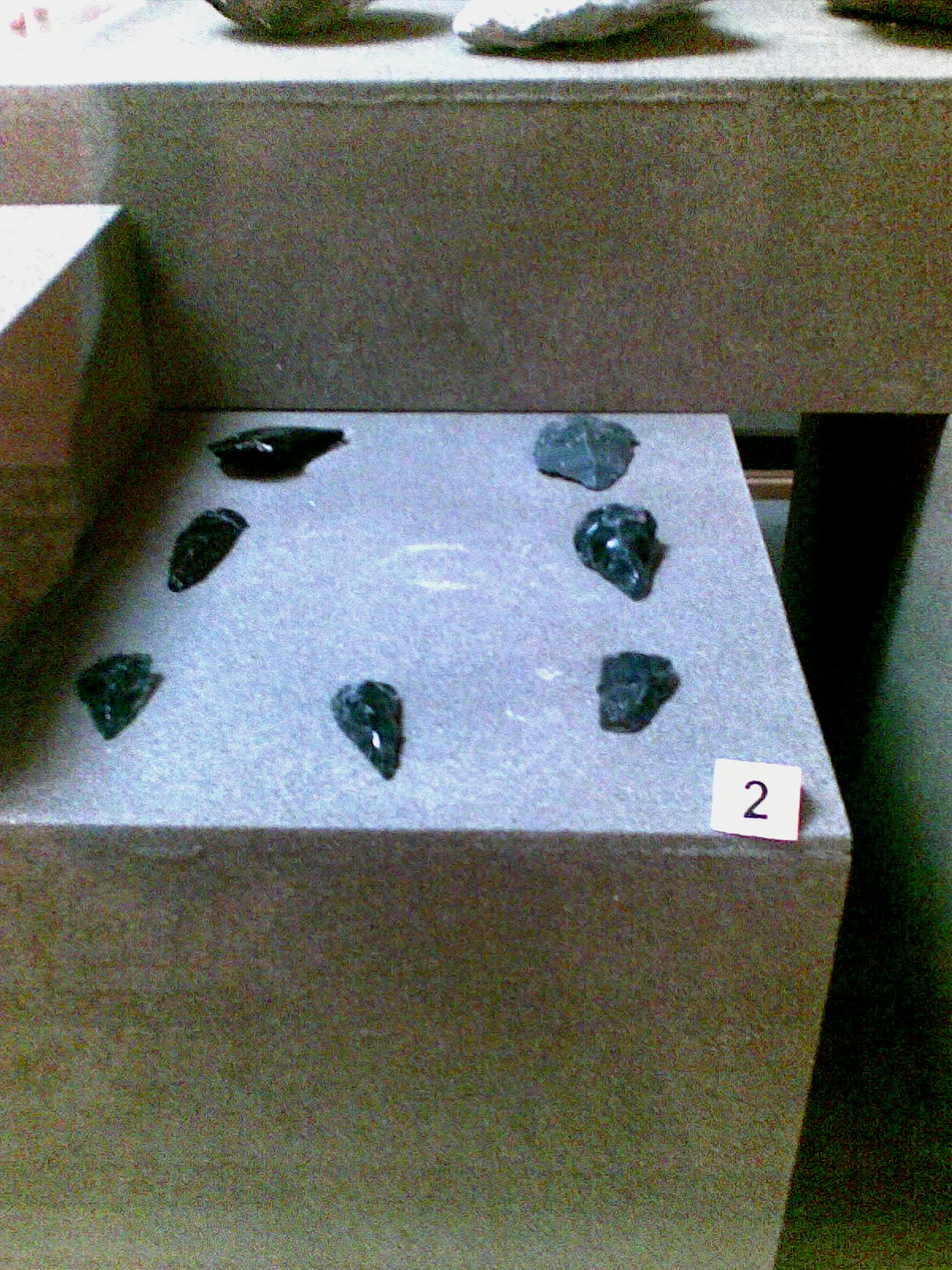
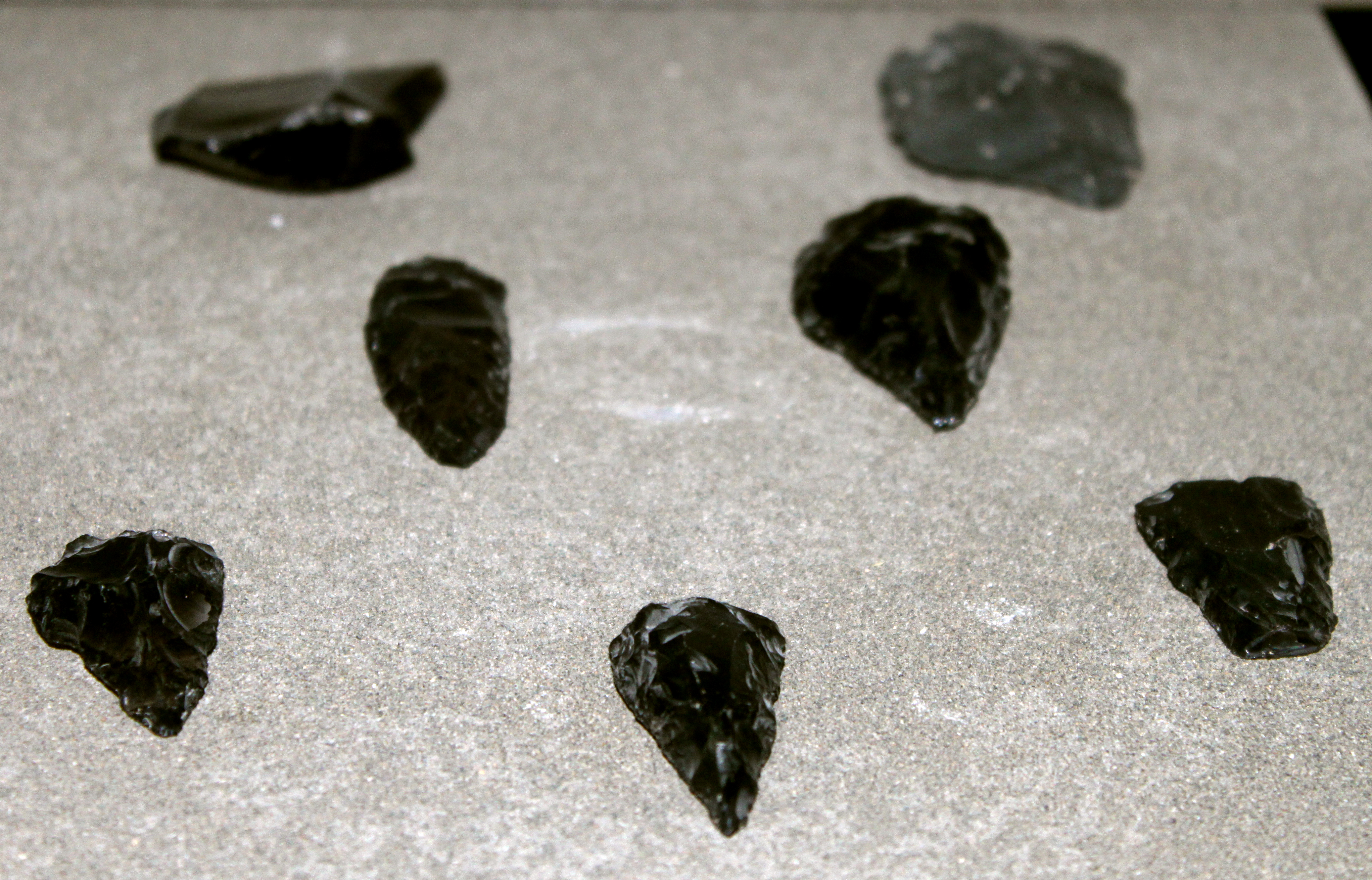